# Saprofit
Saprofit se numește un organism dacă poate trăi numai consumând materie organică moartă. Acest proces are loc prin intermediul unei membrane, având la bază o reacție enzimatică prin care se eliberează substanțele nutritive din materia ingerată. Numele se trage din cuvintele grecești (greacă σαπρός-sapros=descompus), și (greacă φῠτόν-phyton=plantă).Termenul de saprofit, din grecescul σαπρός (saprós) „putred” și φυτόν (phytón) „plantă”, se referă la acele organisme care se hrănesc cu materie organică moartă sau în descompunere.
Unele ciuperci și licheni sunt saprofite, care, de fapt, sunt formate din cianobacterii și ciuperci (celelalte sunt paraziți sau simbiotice) și o parte a bacteriilor și protozoarelor.  Unele tipuri de orhidee și plante neobișnuite lipsite de clorofilă sunt numite uneori și saprofite.  Cu toate acestea, termenul de saprofit este impropriu ciupercilor și bacteriilor, care nu mai sunt clasificate ca aparținând regnului plantelor.
Aceste organisme sunt capabile să sintetizeze substanțe anorganice din substanțe organice.  Ele sunt fundamentale în lanțurile alimentare ale ecosistemelor, deoarece sunt descompunători, adică ajută la „descompunerea” substanțelor organice în elemente anorganice sau, în orice caz, mai puțin complexe (apă, săruri minerale, dioxid de carbon), participând la formarea humus.  Unele genuri dintre ciupercile saprofite sunt: Agaricus, Coprinus, Macrolepiota, Lepista, Abortiporus biennis.
Printre saprofite se numără și Veillonella, o bacterie gram-negativă, nepatogenă, prezentă în salivă, și Clostridium botulinum, o bacterie gram-pozitivă. Acesta din urmă, prin producerea de toxină botulinică (botox), poate provoca paralizie flască, probleme oculomotorii, disfagie și probleme cardiace. În doze mari provoacă paralizie și ulterior moartea.

## Vezi și
- Bacterii de putrefacție
- Heterotrofie